# Тамайо Мендес, Арнальдо
Арна́льдо Тама́йо Ме́ндес (исп. Arnaldo Tamayo Méndez, род. 29 января 1942, Гуантанамо) — первый кубинский космонавт, первый латиноамериканец и первое лицо африканского происхождения в космосе.

## Биография
Осиротев в детстве, работал с 13 лет. В юности участвовал в Кубинской революции. Член Коммунистической партии Кубы с 1967 года. Окончил Кубинскую академию ВВС и стал пилотом кубинских ВВС. Отобран участником советской программы «Интеркосмос»1 марта 1978 года. Запасным космонавтом был Хосе Армандо Лопес Фалькон.
Стартовал вместе с Юрием Романенко на корабле «Союз-38» 18 сентября 1980 года в 19:11 UTC. После стыковки со станцией «Салют-6» Тамайо и Романенко провели эксперименты с целью выяснения причин синдрома адаптации в космосе. Совершив вокруг Земли 124 оборота (7 суток 20 часов и 43 минуты), Тамайо и Романенко приземлились ночью в 180 км от Джезказгана.
Позднее Тамайо стал директором Общества военно-патриотического образования SEPMI, кубинского аналога ДОСААФ и бойскаутов. Вскоре ему было присвоено звание бригадного генерала, и он был назначен директором по международным делам кубинских ВВС.
Позднее занял должность начальника Управления внешних отношений Министерства революционных вооружённых сил Республики Куба.

## Семья
Жена — Майра Лобайна.
Дети — Орландо (1968) и Арнальдо (1970).

## Награды
- Герой Кубы (26 сентября 1980 года);
- Герой Советского Союза с вручением медали «Золотая звезда» (26 сентября 1980 года);
- Орден Ленина (СССР, 26 сентября 1980 года);
- национальный орден Плайя-Хирон (Куба, 26 сентября 1980 года);
- Орден Дружбы (Россия, 20 января 2011 года) — за вклад в развитие российско-кубинских отношений[2];
- Медаль «За заслуги в освоении космоса» (Россия, 12 апреля 2011 года) — за большой вклад в развитие международного сотрудничества в области пилотируемой космонавтики[3]

## Арнальдо Тамайо Мендес в искусстве
В 1982 году кинорежиссёр и сценарист Эдуардо де Латорре снял 36-минутный документальный фильм о полёте Тамайо — «Первый»:16.
В 2021 году именем космонавта был назван астероид (114705) Тамайо.